# HMS Hostile
La HMS Hostile (Pennant number H35) è stata un cacciatorpediniere classe H della Royal Navy britannica. Costruito nei cantieri Scotts, venne impostato il 27 febbraio 1935, varato il 4 gennaio 1936 ed entrò in servizio il 10 settembre seguente.

## Servizio
Al momento dell'ingresso in servizio la Hostile venne assegnata alla 2 Flottiglia cacciatorpediniere della Mediterranean Fleet, rimanendovi fino al maggio 1939 quando venne richiamata in patria per dei lavori di modernizzazione a Sheerness. Tornata in servizio attivo, venne riassegnata al Mediterraneo con base a Malta nell'agosto seguente. Allo scoppio della seconda guerra mondiale il 3 settembre, venne impiegata per pattugliamenti anticontrabbando e nella caccia ai mercantili tedeschi in navigazione. Il mese successivo venne trasferita nell'Atlantico meridionale ed assegnata alla Forza K con base a Freetown, in Sierra Leone. Giunta a destinazione il 15 ottobre, operò insieme ai cacciatorpediniere Hardy, Hero e Hasty in pattugliamenti a caccia delle corsare tedesche. In dicembre, inviata d'urgenza nell'estuario del Río de la Plata, vi giunse solo dopo l'affondamento della Graf Spee.
Nel gennaio 1940 venne richiamata in patria per entrare in cantiere a Chatham, dove rimase fino alla fine di marzo, quando venne assegnata alla Home Fleet. Tornata operativa il 22 marzo, scortò nei primi giorni di aprile gli incrociatori da battaglia Repulse e Renown da Plymouth a Greenock. Dall'8 aprile, con l'inizio della campagna di Norvegia, venne impiegata al largo di Vestfjord insieme alla Flottiglia. Il giorno seguente prese parte alla prima battaglia navale di Narvik durante la quale abbordò il mercantile tedesco Rauenfels insieme alla Havock. Il 10 aprile trainò la danneggiata Hotspur fino alle Isole Lofoten per le riparazioni d'emergenza. Il 14 aprile venne impiegata insieme al cacciatorpediniere Ivanhoe nella scorta al danneggiato Eskimo durante il traino da parte del cacciatorpediniere Bedouin. Il 24 aprile scortò la nave da battaglia Warspite durante un bombardamento in appoggio alle truppe di terra. Tornata in patria, entrò in cantiere per riparazioni il 27 aprile a Rosyth.
Tornata in servizio il mese successivo, venne impiegata dal 7 maggio presso il comando del Nore con compiti di pattuglia anti invasione. Il 17 maggio venne quindi trasferita con tutta la flottiglia nel Mediterraneo, visto l'acuirsi delle tensioni con il Regno d'Italia. Scoppiata la guerra, il 9 luglio prese parte allo scontro poi denominato battaglia di Punta Stilo. Nelle settimane successive operò con compiti di scorta ai convogli e pattugliamento. Il 22 agosto venne trasferita a Gibilterra per rafforzare la Forza H in vista di importanti operazioni di rifornimento di Malta e Alessandria d'Egitto. Il giorno successivo, durante il trasferimento, colpì una mina al largo di Capo Bon ricevendo gravi danni all'apparato propulsivo e alla poppa. La nave iniziò quindi ad inclinarsi rapidamente costringendo l'equipaggio ad abbandonarla. I marinai vennero recuperati dal cacciatorpediniere Mohawk mentre la Hero affondò il relitto con due siluri. Cinque uomini dell'equipaggio morirono nell'esplosione e altri tre rimasero feriti.